# Perkolation
För andra betydelser, se Perkolation (olika betydelser).
Perkolation sker i marken då infiltrerat vatten från nederbörden rör sig nedåt i markprofilen mot grundvattnet. En förutsättning för perkolation är att den totala vattenpotentialen sjunker med djupet.